# Yakassé-Attobrou (département)
Pour l’article homonyme, voir Yakassé-Attobrou.
Le département de Yakassé-Attobrou est un département de Côte d'Ivoire. 